# Alfred van Emden
Alfred (Fred) van Emden (Den Haag, 22 oktober 1909 – aldaar, 11 oktober 1993) was een Nederlands bestuurder, die onder meer werkzaam was als directeur-generaal van Het Nederlandse Rode Kruis.

## Biografie
Van Emden werd geboren in een geassimileerd joods gezin. Na de middelbare school ging hij in Rotterdam studeren aan de toenmalige Handels Hogeschool (tegenwoordig Erasmus Universiteit Rotterdam). Door het overlijden van zijn vader in 1936 stopte hij zijn studie en werd hij firmant van de kleine Haagse effectenbank Van Emden & C.o.
Van Emden trouwde in 1939 met Hester Lankhout, met wie hij drie kinderen kreeg.

### Tweede Wereldoorlog
In de oorlog was hij achtereenvolgens, met zijn gezin, geïnterneerd in Barneveld en daarna gedeporteerd eerst naar Westerbork en later naar concentratiekamp Theresienstadt. In de kampen kwam hij in aanraking met het Internationale Rode Kruis, dat een grote indruk op hem heeft gemaakt.

### Na de oorlog
Na de oorlog besloot hij zijn verdere leven te wijden aan humanitaire hulpverlening. Van Emden ging werken bij het Nederlandse Rode Kruis, aanvankelijk als algemeen secretaris, daarna als waarnemend directeur, directeur, en ten slotte vanaf 1961 als Directeur-Generaal. Onder zijn leiding groeide het Nederlandse Rode Kruis sterk, zowel in aantal leden als in activiteiten. Bijzonder was onder meer zijn rol in het verlenen van hulp na de watersnood van 1953, zijn optreden bij de burgeroorlog in Nigeria (Biafra) in het einde van de jaren zestig en het oprichten van de Rode Kruis bloedbanken.
Naast zijn werkzaamheden voor het Nederlandse Rode Kruis  was hij actief als oprichter en bestuurder (meestal voorzitter) van talloze instellingen waaronder het Nederlands Fonds Sport Gehandicapten (waarvan hij een van de oprichters was), Algemene Loterij Nederland, Socutera, de Nederlandse Centrale Vereniging van Beleggingsstudieclubs, Stichting Maatschappij en Politie en de Trombosestichting. Door al deze activiteiten op maatschappelijk en charitatief gebied, kreeg hij de bijnaam Mr. Charity.
Na zijn pensionering in 1974 bleef hij nog jarenlang actief als adviseur van het bestuur van het Nederlandse Rode Kruis en als bestuurder bij vele charitatieve of maatschappelijke instellingen. Tot zijn overlijden in 1993 bleef Van Emden werkzaam.
Van Emden overleed op 11 oktober 1993 na een zeer kort ziekbed in Den Haag.

## Onderscheidingen
Hij was drager van meer dan twintig binnenlandse en buitenlandse onderscheidingen, waaronder:
- Ridder in de orde van de Nederlandse Leeuw
- Commandeur in de orde van Oranje-Nassau
- kruis van verdienste van het Nederlandse Rode Kruis.